# Seemannsclub Rügen-Anker

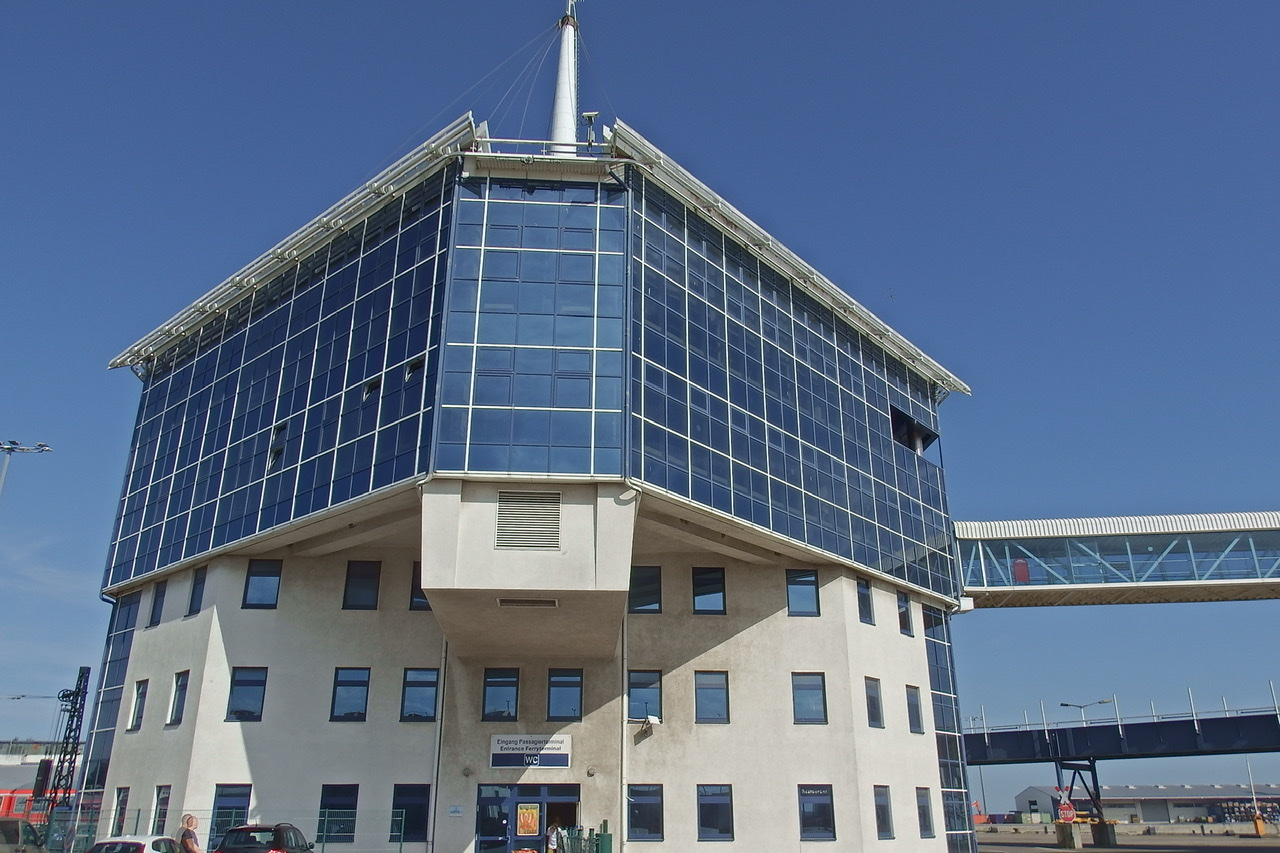
Fährterminal Mukran

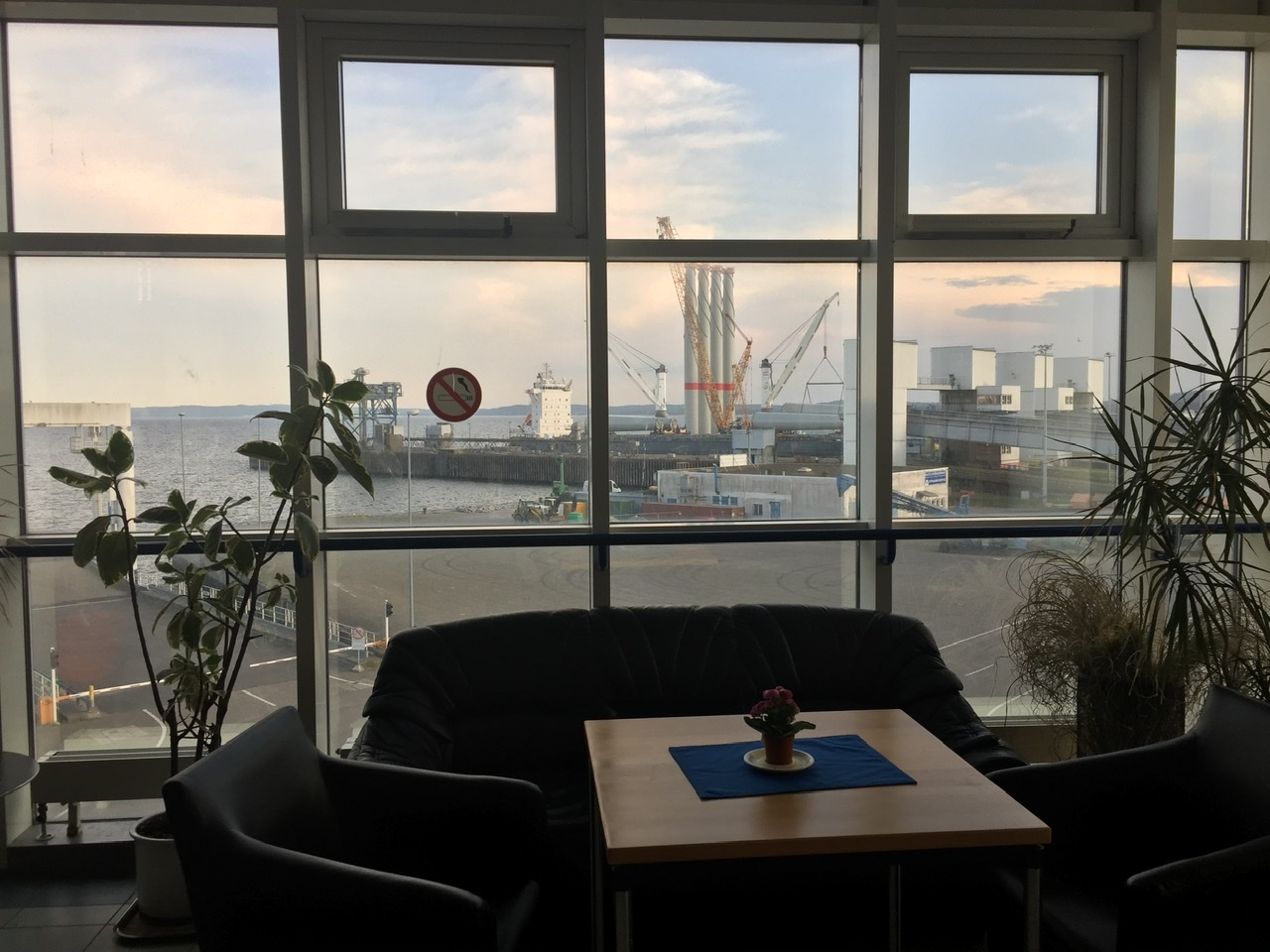
Blick aus dem Club

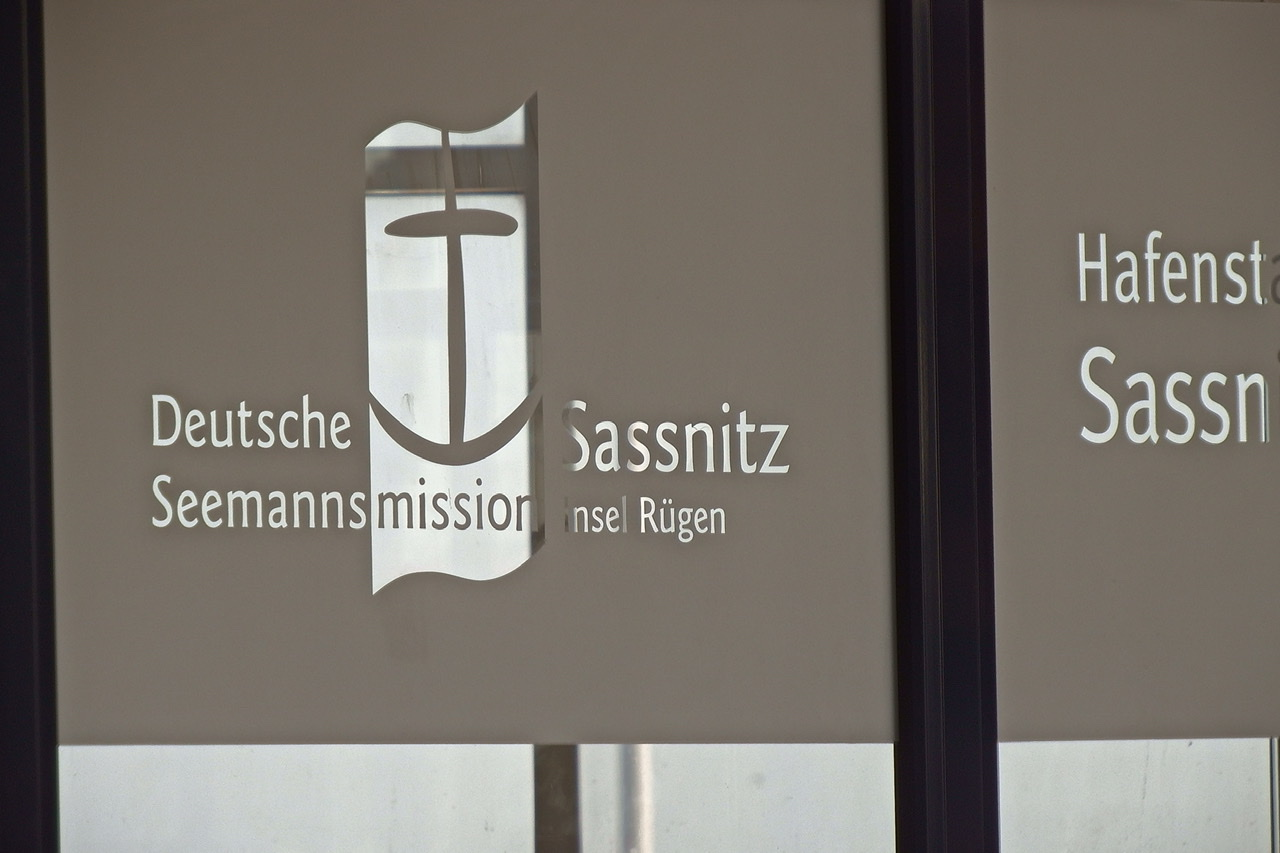
Logo

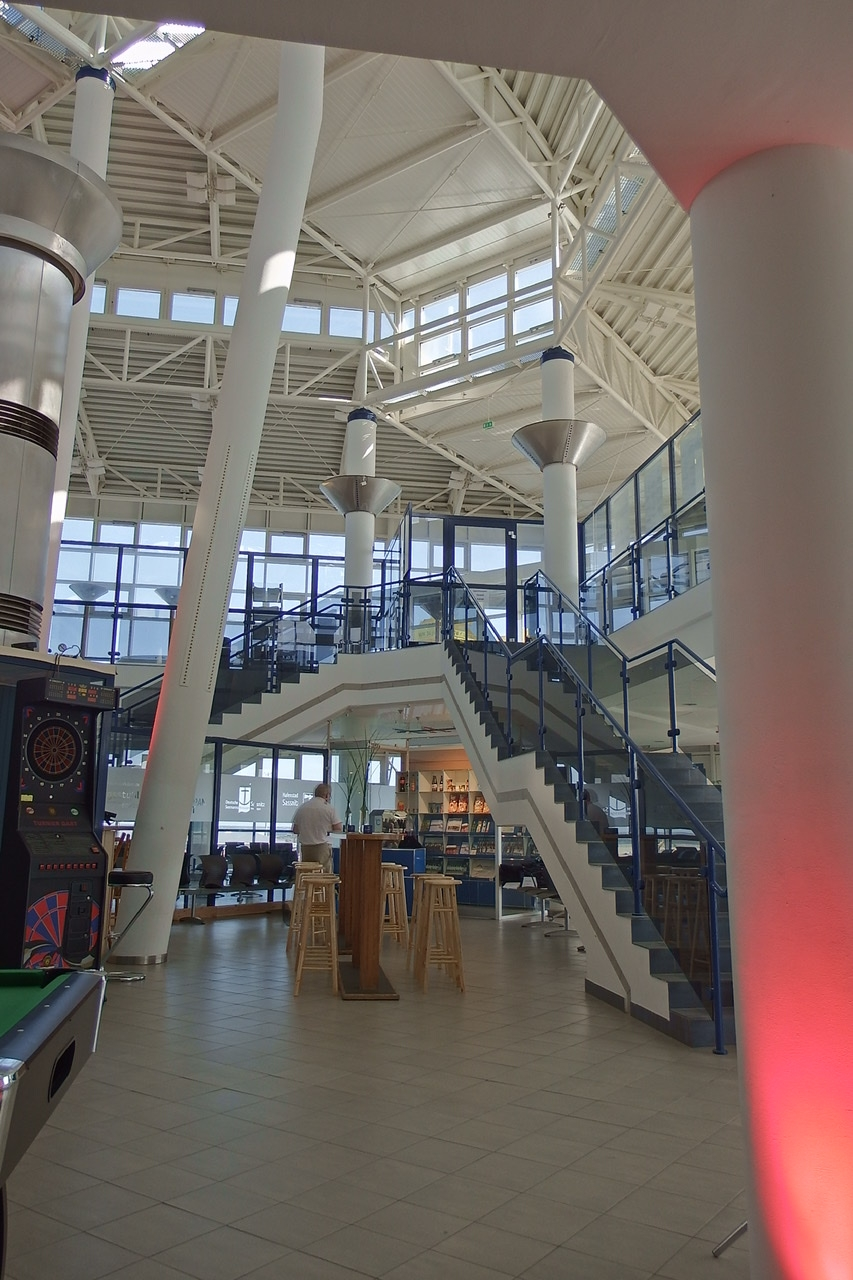
Eingangshalle

Der Seemannsclub Rügen-Anker ist ein im August 1994 gegründeter Seemannsclub der Deutschen Seemannsmission Sassnitz. Er befindet sich im Fährhafen Sassnitz-Mukran.

## Geschichte
Auf Initiative der damaligen Pastorin Thurid Pörksen war bereits 1994 in Sassnitz eine Seemannsmission ins Leben gerufen worden. Bis Mitte Mai 2013 war das Grundtvighaus in der Hafenstadt der Anlaufpunkt für die Seeleute. Aus finanziellen Gründen musste der Verein die Arbeit einstellen, aber mit der Unterstützung und Hilfe lokaler Unternehmen und Spender konnte die Seemannsmission 2016 reaktiviert werden. Die ehemaligen Räume der Zollabfertigung werden seitdem von der Fährhafengesellschaft kostenlos zur Verfügung gestellt. Da die ursprünglichen Räume schnell zu klein wurden, zog der Seemannsclub im gleichen Gebäude in größere Räume.

## Vereinsarbeit
Von den circa 40 Vereinsmitgliedern der Seemannsmission Sassnitz sind circa 13 ehrenamtlich im Club tätig, Berufsorientierungspraktika sind möglich. Die Helfer engagieren sich bei der Arbeit im Club, aber auch im Bordbesuchsdienst und beim Fahrdienst für die Seeleute von und zu den Schiffen. Neben den regelmäßigen Öffnungszeiten gibt es auch für die Besatzung von Kreuzfahrtschiffen weitere Öffnungszeiten.
Seit der Wiedereröffnung des Clubs im Jahr 2016 bis August 2019 wurden rund 9.000 Gäste im Sassnitzer Seemannsclub und durch Bordbesuche betreut.

## Ausstattung
Im Club gibt es einen Aufenthaltsraum, der mit Billard, Dartscheibe, Tischtennisplatte, Spielen, Musikinstrumenten, W-LAN und Kiosk für Getränke und internationalen Zeitungen ausgestattet ist, sowie Telefone für den Kontakt nach Hause und eine kleine Bibliothek. Im multireligiösen „Raum der Stille“ liegen Bibeln in verschiedenen Sprachen, Ikonen stehen auf einem Altar für orthodoxe Christen, kleine Buddha-Statuen für die Buddhisten gegenüber, und an einer Wand findet sich der Koran nebst Gebetsteppich für die Moslems.